# Barcinek (województwo warmińsko-mazurskie)
Barcinek (niem. Prinzwald) – osada w Polsce położona w województwie warmińsko-mazurskim, w powiecie ostródzkim, w gminie Miłomłyn.
W latach 1975–1998 miejscowość administracyjnie należała do województwa olsztyńskiego.